# Kopalnia Węgla Kamiennego Król
Kopalnia Węgla Kamiennego Król (pierwotnie Prinz Karl von Hessen lub Königliche Kohlenzeche, od 1800 roku Königsgrube ) – zlikwidowana kopalnia węgla kamiennego, która działała w Chorzowie, została założona w 1791 roku, w 1937 roku została podzielona na kopalnie Prezydent Mościcki i Barbara-Wyzwolenie .

## Historia

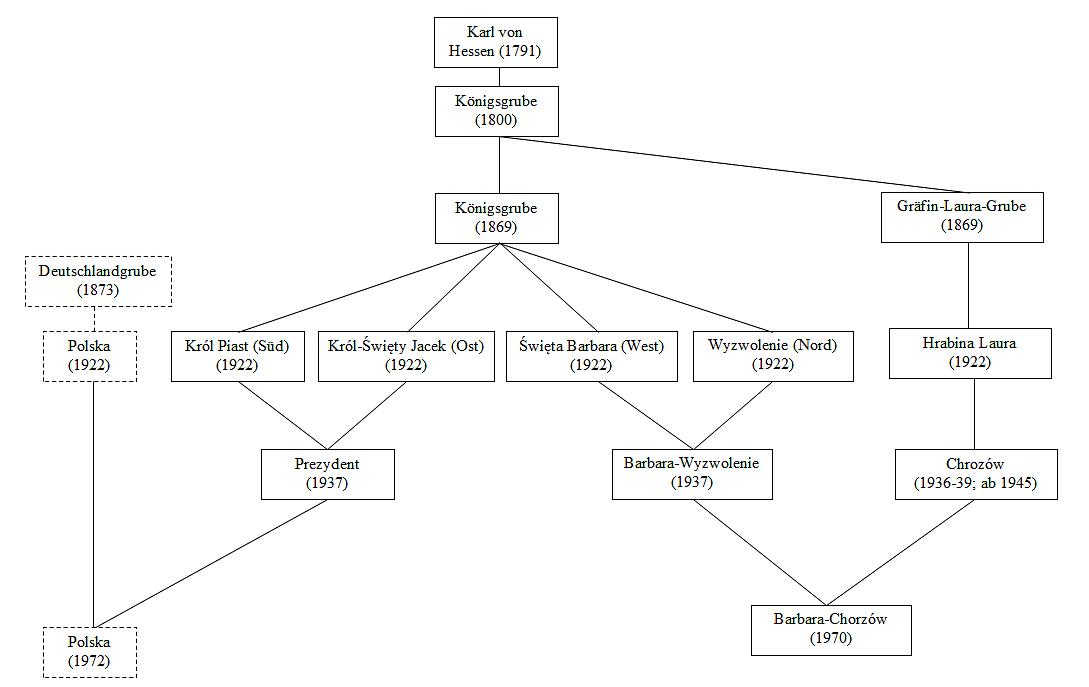
Schemat przekształceń organizacyjnych i nazewniczych kopalni Król

Kopalnia fiskalna, tj. państwowa powstała z inicjatywy Friedricha Wilhelma von Reden w 1791 roku  i nosiła nazwę Prinz Karl von Hessen, w 1800 roku przemianowana została na König (pol. Król), na cześć pruskiego króla Friedricha Wilhelma III. Na początku XX wieku kopalnię podzielono na 4 pola eksploatacyjne: Wschodnie, Południowe, Zachodnie i Północne. W latach 40 XIX wieku górnicy z kopalni Król przeprowadzili strajk o podłożu ekonomicznym przeciwko właścicielom kopalni. Protest górników został uśmierzony przez wojsko pruskie.
W 1922 roku została wydzierżawiona polsko-francuskiej spółce Skarboferm i zmieniła nazwy pól na: pole Wschodnie – Król-Święty Jacek, pole Południowe – Król Piast, pole Zachodnie – Święta Barbara, a Północne – Wyzwolenie. W 1937 została rozdzielona na dwie kopalnie: Prezydent Mościcki i Barbara-Wyzwolenie.
W czasie okupacji hitlerowskiej kopalnie pod niemieckimi nazwami sprzed 1922 roku należały do koncernu Reichswerke Hermann Göring .
W kopalni tej, przy Szybie Krug swój początek miała Główna Kluczowa Sztolnia Dziedziczna.